# Font Awesome
Font Awesome 是一個基於CSS和LESS的字體和圖標工具套件。它由製作，用於Twitter Bootstrap，後來被整合到BootstrapCDN 中。Font Awesome在使用第三方Font Scripts的網站中佔有20％的市場份額，排在Google字體之後的第二位。
Font Awesome 5於2017年12月7日發布，共有1,278個圖標。這版本有兩種包裝：免費的Font Awesome Free和收費的Font Awesome Pro。免費版本（所有版本最多4個，免費版本5個）可在SIL Open Font License 1.1，Creative Commons Attribution 4.0和MIT License授權下獲得。

## 外部鏈接
- 官方网站
- GitHub上的Font-Awesome頁面